# ヴィクター・ヘリー＝ハッチンソン
クリスチャン・ヴィクター・ヘリー＝ハッチンソン（Christian Victor Hely-Hutchinson, 1901年12月26日 - 1947年5月11日）は、南アフリカ生まれのイギリスの作曲家。ドナウモア伯爵ヒーリー＝ハッチンソン家の一員である。
ボーア戦争のさなかのケープタウンに生まれる。父のウォルター・ヘリー＝ハッチンソンはケープ植民地総督を務めた（1901年 - 1910年）。幼少期より才能を発揮し、5歳で管弦楽作品を自らのピアノ・リダクションで演奏し、初見で自在に移調ができたという。8歳の頃からイギリスに移り、ドナルド・トーヴィーに師事、その後イートン・カレッジ、ベリオール・カレッジで教育を受け、王立音楽大学ではエイドリアン・ボールトに指揮を学んだ。1922年にケープタウンに戻り、南アフリカ音楽大学、後のケープタウン大学で教職に就く。
1926年より英国放送協会（BBC）で指揮者、ピアニスト、伴奏者として働き始め、「アンクル・バニー」というキャラクターでラジオの音楽番組のホストを務めたりもした。一方で『変奏曲、間奏曲と終曲』『キャロル交響曲』などの作品や数々の劇音楽などで、作曲家としても名声を得た。1933年にはミッドランド地方局で音楽監督の職に就いたが、翌年退職し、グランヴィル・バントックの後を継いでバーミンガム大学の音楽科教授を務める。1944年にアーサー・ブリスの後任としてBBCの音楽監督に就任した。1947年に肺炎のため死去。

## 作品
- 変奏曲、間奏曲と終曲　Variations, Intermezzo and Finale　(1927)
- キャロル交響曲　A Carol Symphony　(1927)
- 弦楽のための3つのフーガ風ファンシー　Three Fugal Fancies, for strings　(1932)
- 小管弦楽のための交響曲　Symphony for Small Orchestra　(1947)
- 無言劇への序曲　Overture to a Pantomime　(1947)
- 祝典前奏曲　Solemn Prelude
- 南アフリカ組曲　South African Suite
  - その他いくつかの室内楽曲、多数の歌曲や、劇音楽、映画音楽がある。